# شاهن تاتیکان
شاهن استپانی تاتیکان (ارمنی: Շահեն Ստեփանի Թաթիկյան؛  زادهٔ ۱ اکتبر ۱۹۲۴ - درگذشته ۱۹ مارس ۱۹۹۲) نثرنویس، فیلم‌نامه‌نویس اهل ارمنستان بود.

## زندگی‌نامه
وی در ۱ اکتبر ۱۹۲۴ در تفلیس به دنیا آمد و از دانشگاه دولتی ایروان فارغ‌التحصیل گشت. وی عضو اتحادیه نویسندگان اتحاد شوروی بود و در یروان فعالیت می‌کرد. همچنین برندهٔ جوایزی همچون نشان جنگ میهنی (درجه یک)، چهره هنری شایسته ارمنستان شوروی و چهره فرهنگی شایسته ارمنستان شوروی شده‌است. وی در ۱۹ مارس ۱۹۹۲ در سن ۶۷ سالگی در ایروان درگذشت و در آرامستان مرکزی ایروان (توخماخ) به خاک سپرده شد.